# Wegscheid (Bavière)
Pour les articles homonymes, voir Wegscheid.
Wegscheid est une commune de Bavière (Allemagne), située dans l'arrondissement de Passau, dans le district de Basse-Bavière.

## Architecture
- Église Saint-Jean-Baptiste, construite en 1967-1969
- Chapelle Sainte-Anne (cimetière), construite en 1716 par Jakob Pawanger

## Personnalités liées à la ville
- Alfons Perlick (1895-1978), folkloriste mort à Wegscheid.